# Larentia cervinata
Larentia cervinata är en fjärilsart som beskrevs av Ignaz Schiffermüller 1775. Larentia cervinata ingår i släktet Larentia och familjen mätare. Inga underarter finns listade i Catalogue of Life.